# Roberto Silvera
Roberto Carlos Silvera Calcerrada (30 gennaio 1971) è un arbitro di calcio uruguaiano, internazionale dal 2003.

## Carriera
Ha arbitrato le semifinali delle edizioni 2007 e 2008 della Coppa Libertadores, oltre alla finale di andata della Copa Sudamericana 2006. Ha fallito il test fisico per arbitrare durante il campionato mondiale di calcio Under-20 2007.. Ha arbitrato inoltre la partita Argentina-Bolivia della Copa América 2011.
Nell'aprile 2012 viene inserito dalla FIFA in una lista di 52 arbitri preselezionati per i Mondiali 2014. Tuttavia un anno dopo, nel febbraio 2013, con la pubblicazione di una nuova lista aggiornata da parte della FIFA, si apprende che il nome del fischietto uruguaiano è stato depennato.